# Baby (série télévisée)
Pour les articles homonymes, voir Baby.
Baby, ou Joie de fille au Québec, est une série télévisée italienne en 18 épisodes d'environ 46 minutes créée par Andrea De Sica et Anna Negri, diffusée entre le 30 novembre 2018 et le 16 septembre 2020 sur Netflix partout dans le monde.
La série s'inspire du scandale italien Baby Squillo : la découverte d'un réseau de prostitution de mineures dans le quartier italien de Parioli en 2014.

## Synopsis
Chiara et Ludovica sont deux adolescentes qui sont originaires du quartier de Parioli à Rome et qui fréquentent le lycée privé Collodi.
Leur vie apparemment parfaite cache en réalité une double vie obscure composée d'insécurité, de peur, de pression de la part de leurs amis et de leur famille qui le porte a contact avec de mauvaises personnes et à se prostituer… Leur but principal étant d'échapper au réel et de parvenir à une dimension parallèle, une deuxième vie où elles se sentent indépendantes, libres et adultes.

## Distribution

### Acteurs principaux
- Benedetta Porcaroli (VF : Leslie Lipkins) : Chiara Altieri
- Alice Pagani (VF : Camille Donda) : Ludovica Storti
- Riccardo Mandolini (VF : Maxime Baudouin) : Damiano Younes
- Chabeli Sastre Gonzalez (VF : Caroline Mozzone) : Camilla Rossi Govender
- Brando Pacitto (VF : Benjamin Bollen) : Fabio Fedeli
- Lorenzo Zurzolo (VF : Clément Moreau) : Niccolò Rossi Govender
- Mirko Trovato (it) (VF : Hervé Grull) : Brando De Santis

### Acteurs secondaires
- Giuseppe Maggio (VF : Juan Llorca) : Claudio Fiorenzi
- Isabella Ferrari : Simonetta Storti, la mère de Ludovica
- Tommaso Ragno : Alberto Fedeli, le père de Fabio et proviseur du lycée
- Galatea Ranzi (VF : Blanche Ravalec) : Elsa Altieri, la mère de Chiara
- Massimo Poggio (it) (VF : Jérémy Prévost) : Arturo Altieri, le père de Chiara
- Mehdi Nebbou (VF : Maurice Decoster) : Khalid Younes, le père de Damiano et compagnon de Monica
- Claudia Pandolfi (VF : Delphine Braillon) : Monica Petrelli Younes, la prof de sport et compagne de Khalid
- Thomas Trabacchi (it) (VF : Damien Ferrette) : Tommaso Regoli, le prof de philosophie (depuis saison 2)
- Denise Capezza (it) (VF : Ariane Aggiage) : Natalia (depuis saison 2)
- Max Tortora (it) : Roberto De Santis, le père de Brando (depuis saison 2)
- Alessia Scriboni (it) : Sofia (depuis saison 2)
- Federica Lucaferri (VF : Clara Soares) : Virginia
- Beatrice Bartoni : Vanessa

### Anciens acteurs
- Paolo Calabresi : Saverio (saison 1)

 Source et légende : version française (VF) sur RS Doublage

## Épisodes

### Saison 1 (2018)
L'intégralité de la première saison est sortie le 30 novembre 2018.
1. Super-pouvoirs (Superpoteri)
2. Marionnettes (Burattino)
3. #Friendzone (#Friendzone)
4. Emma (Emma)
5. Une dernière (L'ultimo scatto)
6. #Love (#Love)

### Saison 2 (2019)
L'intégralité de la deuxième saison est sortie le 18 octobre 2019.
1. #justagame (#justagame)
2. Surenchère (Rilancio)
3. Fantômes (Fantasmi)
4. Action ou vérité (Obbligo o verità)
5. Impasse (Vicolo cieco)
6. Baby (Baby)

### Saison 3 (2020)
Le 13 novembre 2019, Netflix renouvelle la série pour une troisième et dernière saison sortie le 16 septembre 2020.
1. La Saint-Valentin (San Valentino)
2. Le 26 avril 1915 (26 aprile 1915)
3. Fais un vœu (Esprimi un desiderio)
4. Finis les secrets (Niente più segreti)
5. 100 jours (100 giorni)
6. Hors de l'aquarium (Oltre l’acquario)

## Critiques
Les critiques de cette série sont assez diverses. On retrouve de plutôt bonnes critiques du public par exemple sur le site Allo Ciné où les spectateurs ont attribué une note moyenne de 3,7/5 à la série. Selon le site Nouveautés Télé, la série obtient la note de 4,3/5.
La série a également beaucoup fait parler d'elle à la suite de nombreuses accusations d'associations pour incitation à la prostitution des jeunes filles. En effet, le site Première reporte qu'une organisation américaine a même demandé la suppression de la série de toutes les plateformes de streaming. Il s'agit du Centre national de lutte contre l'exploitation sexuelle (National Center on Sexual Exploitation (en)). Cela a provoqué un véritable scandale autour de la sortie de cette série. Elle accuse cette série de ne montrer que les bénéfices et non pas les dangers de l'exploitation sexuelle et lui reproche également de banaliser les expériences de femmes qui ont souffert de cette situation.
Selon le site Télérama en revanche c'est le côté redondant de ce genre de "teens séries" qui dérange. Ce sont des sujets "déjà-vus" avec une trame peu différente des autres.